# Línia balancejada d'àudio
La línia balancejada d'àudio és el balanç o equilibri entre dues parts d'una línia de transmissió, per això també s'empra el terme línia equilibrada. Les línies s'equilibren mitjançant un transformador o bé electrònicament.
Una línia equilibrada es du a terme mitjançant dos conductors, un d'ells denominat viu o calent el qual porta el senyal en fase (normalment de color vermell), l'altre denominat retorn o fred porta el senyal desfasat 180° denominat contrafase (normalment de color negre). Aquest parell de conductors va cobert per una malla connectada a massa. Amb aquesta disposició, s'aconsegueix millorar la resposta davant una interferència que ofereix una línia no balancejada d'àudio. La diferència entre ambdues és considerable, podent arribar als 80 db (més quan es tracta de línies microfòniques d'alta qualitat).

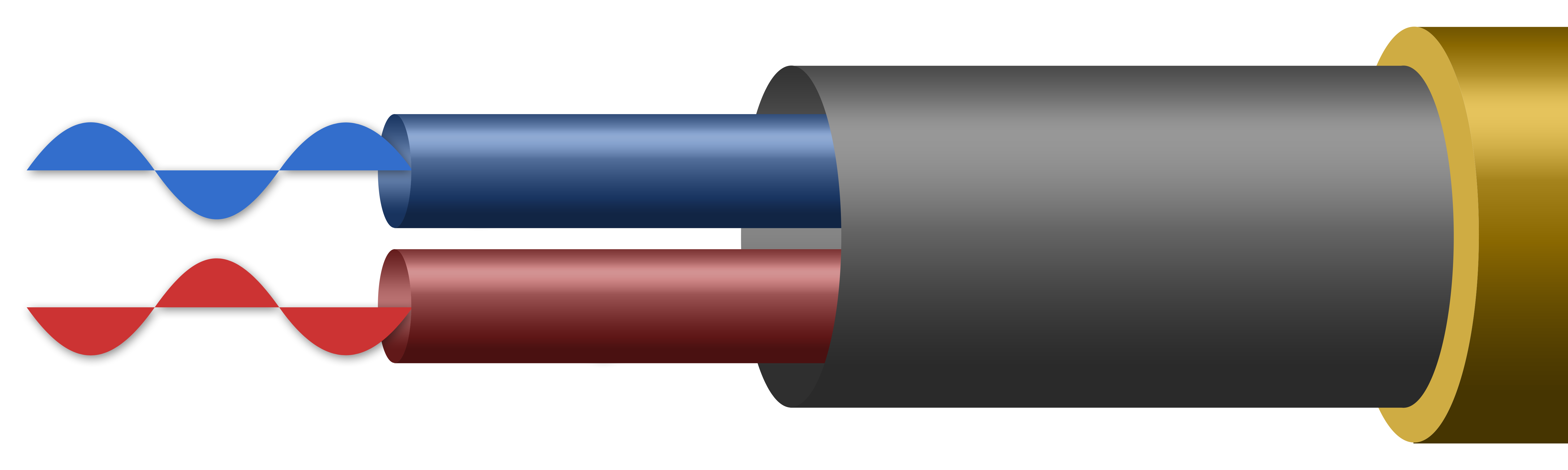
Línia balancejada, els senyals en els dos conductors estan desfasats 180°.

Aquesta millora es fonamenta en el fet que si una interferència aconsegueix travessar la malla, indueix el transitori en ambdós conductors en el mateix sentit. En el receptor, per desequilibri la línia, s'ha d'invertir el senyal que porta la contrafase i sumar-la a la fase (o sigui restar ambdós senyals) aconseguint així duplicar l'amplitud del senyal resultant. En invertir la contrafase, el transitori queda invertit també, i al sumar amb la fase, coincidint amb el transitori allà induït, aquest s'anul·la. Pel que fa a la intensitat tindrem, que el transitori induirà un corrent (o soroll) de la mateixa magnitud en els dos conductors de la línia, però com aquest corrent induït circula pels dos conductors en el mateix sentit, quan es troben a l'extrem receptor, s'anul·len mútuament.
Aquest tipus d'interferència és coneguda com a senyal de mode comú. Precisament, en moltes especificacions apareix com a dada el CMRR que és la relació de rebuig del mode comú (CMR) i com ha quedat dit, el seu valor ha de ser, almenys, de 80 dB.
Aquesta bona resposta davant l'atac d'interferències és la raó per la qual les línies balancejades s'utilitzen en el camp professional.
Casos típics de línies balancejades són les constituïdes mitjançant parell simètric o parell trenat. En les línies telefòniques balancejades, normalment limitades al llaç local, els conductors d'un parell formen el balanceig. Les línies de dades, inclòs l'àudio digital AES/EBU, també se solen balancejar.

## Connectors
Els connectors normalment utilitzats en les línies d'àudio balancejades són de tres pins, el més comú és el XLR (comunament anomenat  cannon , sent el nom de la marca que va inventar aquest tipus de connectors) tant en la seva versió mascle com femella. També s'usen connectors de tipus Jack o TRS de diverses mesures (el d'1/4 de polzada, 6,35 mm, és el més comú). Hi ha una sèrie de connectors universals que possibiliten la connexió d'ambdós tipus.

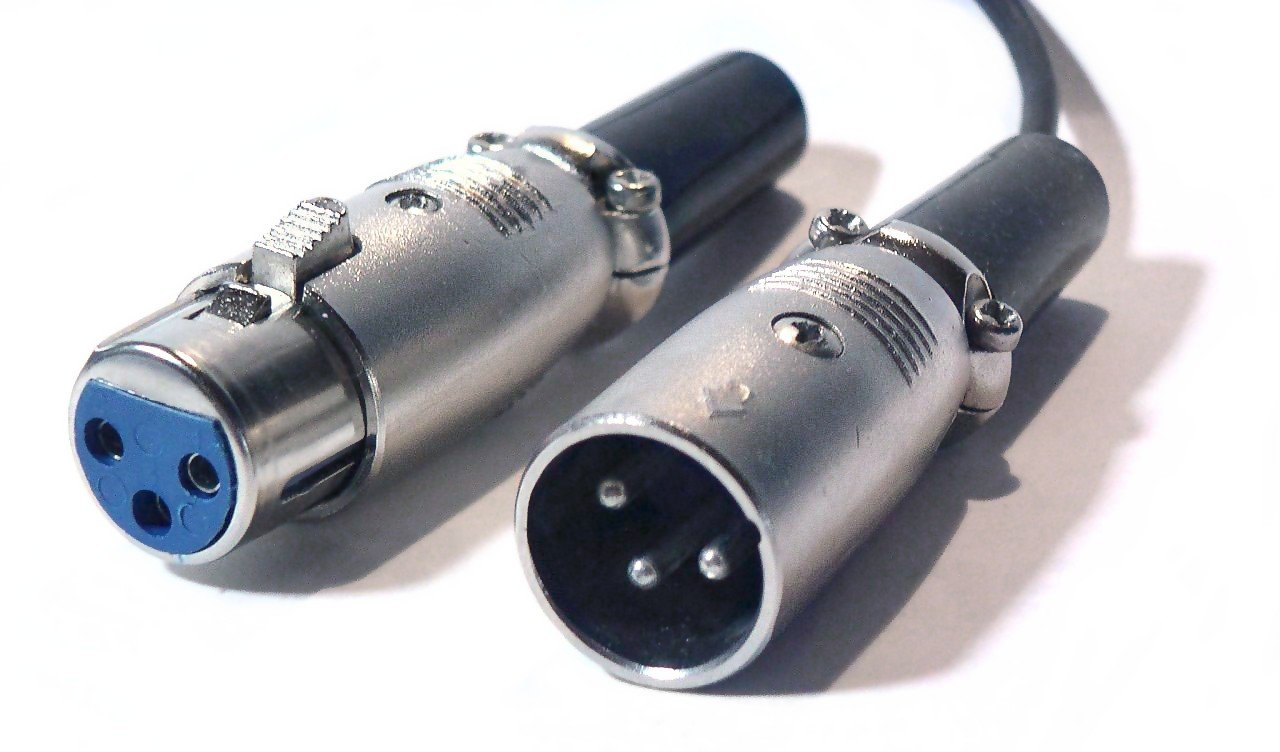
Connectors XLR aeris, tipus femella a l'esquerra i de tipus mascle a la dreta.
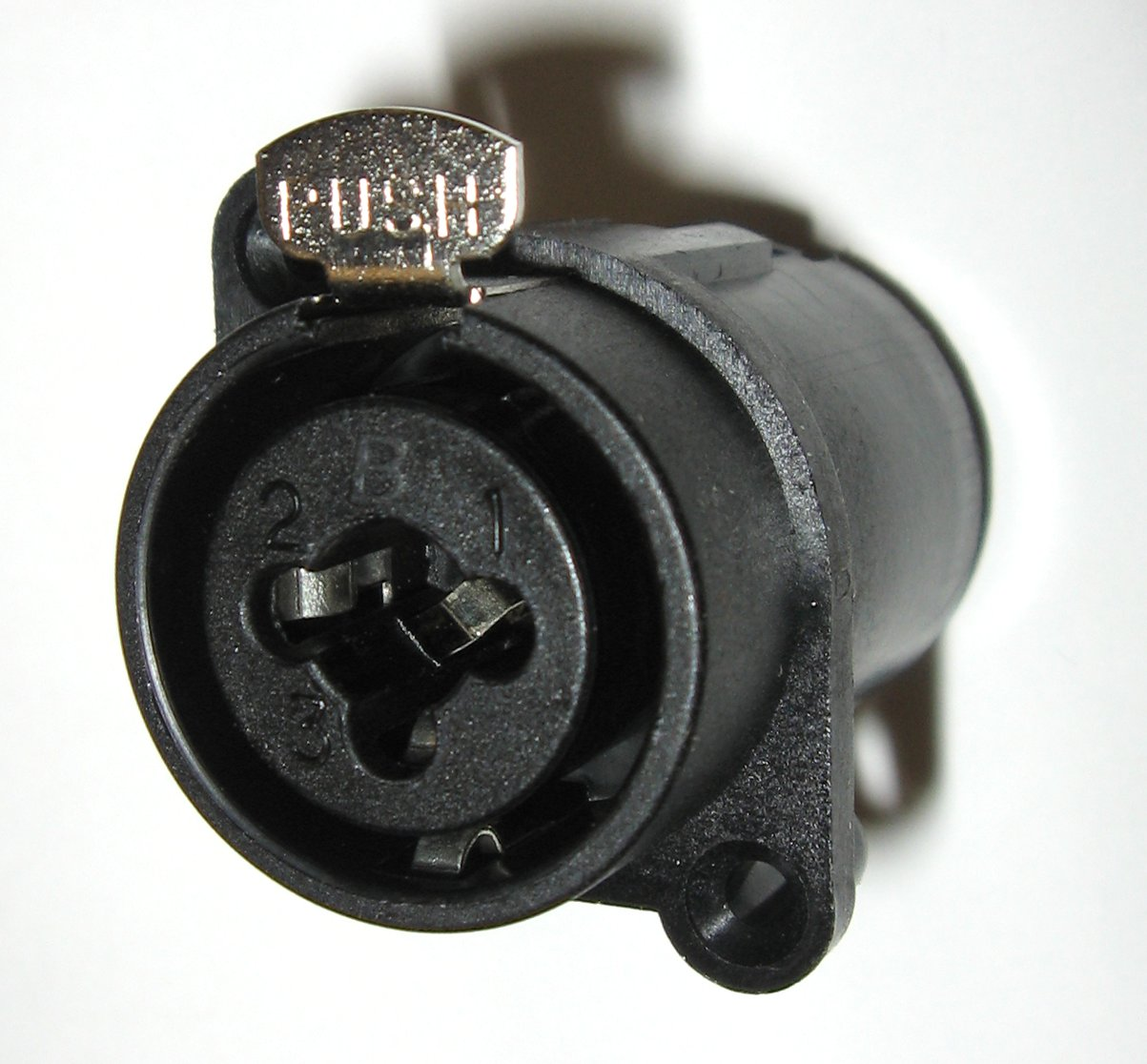
Connector combo XLR/P10 per a jack TRS 1/4").

En els connectors XLR la fase va al pin 2 la contrafase al 3 i la massa al pin 1.En els jacks balancejats la fase es troba a la punta, mentre que la contrafase es troba en l'anell de metall comprès entre els dos aïllant negres fets de plàstic i la massa de la línia es troba al tija (la zona de metall que segueix immediatament al segon aïllant negre de plàstic).